# Sultanat de Tadjoura
El sultanat de Tadjoura fou un sultanat àfar a part del territori de l'actual República de Djibouti. La capital era el port de Tadjoura, des del 2002 Tadjourah.
Un sultà de Tadjoura és esmentat després del segle xii, controlant el comerç de caravanes amb Etiòpia. El símbol del seu poder eren dos timbals sagrats que eren enterrats un any després de la mort del sultà. El 1840 el dardar va acceptar el protectorat britànic i va cedir l'illa de Musha a la Gran Bretanya. Al segle xix el sultà era del clan Ad-Ali. El sultà (dardar) Ad-Ali Abli reclamava jurisdicció sobre tot el nord de les terres àfar d'Adoimara, fins a la frontera amb Shoa, però encara que alguns sub clans dels Ad-Ali i dels Adoimara pasturaven fins força lluny, sembla clar que la seva autoritat no anava més enllà del llac Assal. Els sultanats de Raheita i Gobad eren considerats vassalls del sultà de Tadjoura.
El sultà va vendre Obock als francesos (1857) que van ocupar el port de 1858 a 1859. Un nou acord sobre Obock fou signat a París l'11 de març de 1862 que permetia als vaixells francesos provisionar-se al port de Tadjura. El 24 de juny de 1884 es va proclamar el protectorat francès. L'esclavatge fou abolit el 26 d'octubre de 1889, encara que va seguir a petita escala. El sultanat va quedar integrat en la colònia de la Costa Francesa dels Somalis el 20 de maig de 1896. El sultà va conservar només una autoritat honorifica (que encara té). Al mateix temps també foren abolits els sultanats de Raheita i Gohad.
La capital fou el port de Tadjoura (Tadjourah), de certa importància al final del segle xix, però que va disminuir després de l'entrada en funcionament del ferrocarril Djibouti-Etiòpia (22 de juliol de 1901).

## Bandera
La bandera del sultanat era vermella llisa. El to del color vermell i les proporcions són incertes.